# Adventure Bay
Adventure Bay è una baia situata nell'isola di Bruny, nel sud-est della Tasmania.
Scoperta nel 1773 da Tobias Furneaux, le fu dato il nome proprio per la sua nave, la HMS Adventure. James Cook esplorò la regione nel 1777, così come fece William Bligh nel 1788 e nel 1792.

## Storia
Il primo europeo ad avvistare la baia fu l'esploratore Abel Tasman, che cercava di ancorare la sua nave Heemskerck lì nel 1642. Invece, Heemskerck fu ricacciato in mare aperto da una tempesta, motivo per cui Tasman chiamò quel luogo Storm Bay. Il capitano Tobias Furneaux la ribattezzò in onore della sua nave, la HMS Adventure, nel marzo 1773; il capitano aveva infatti ancorato la nave nella baia per cinque giorni dopo essersi separato dal capitano James Cook e la sua HMS Resolution durante il secondo viaggio di Cook alla ricerca del continente australiano. Il diario di Furneaux ha chiarito che la baia era un ottimo ancoraggio per le navi da rifornimento:
A Sud-Est del primo luogo di innaffiamento c'è una grande laguna che credo abbia un sacco di pesci in essa per uno dei nostri Signori del calibro di 2 dozzine di trote, e abitata da opossum, che era l'unico animale che abbiamo visto. Ci sono un gran numero di alberi della gomma e altri di un vasto spessore e molto alti....
Altre persone dell'equipaggio di Furneaux individuarono prove di ciò che credevano essere piccole cervi (benché più probabilmente si trattava di canguri). [3 ] Furneaux notò anche i segni di un insediamento aborigeno nella forma di "diversi rifugi o capanne sulla riva, con diversi sacchetti di erba in cui trasportano il loro cibo". - , ma i rami di cui erano fatte le capanne erano troppo separati tra loro e lacerati" e "non c'era nemmeno l'ombra di una persona".
Con una mappa affidabile del luogo e una certa abbondanza di acqua, sia potabile che per i giochi, Adventure Bay divenne rapidamente un punto di ancoraggio molto popolare fra gli esploratori europei. La Resolution di Cook fece scorte d'acqua lì nel 1777, seguita da William Bligh a bordo della HMS Bounty nel 1788 ed infine con la HMS Providence nel 1792. Anche Matthew Flinders cercò di entrare nella baia nel 1798.

## Insediamenti europei
Alla fine dell'Ottocento, Adventure Bay divenne il sito di una stazione baleniera. A cavallo tra il XIX e il XX secolo fu utilizzata da un'industria di legname. Al riparo da quasi tutti i venti che soffiano dal nord-est con una certa intensità, il comune di Adventure Bay nella baia meridionale costruì due ampie segherie ed un lungo pontile, da dove le navi marittime un tempo caricavano il legname. Ad ogni modo, pericolosamente esposte alle tempeste che spiravano da nord-est, diverse navi furono arenate e andate in malora accanto al pontile. Il più grande disastro del genere riguarda la Natal Queen, di 241 tonnellate, che si schiantò sulla baia nel 1909.
L'Ufficio Postale di Adventure Bay aprì il 1º dicembre del 1890 e chiuse nel 1974, quando l'isola iniziò ad essere soltanto una destinazione turistica.
Secondo una stima demografica risalente al 2006, gli abitanti del posto sono circa 150.